# Micropera poilanei
Micropera poilanei là một loài thực vật có hoa trong họ Lan. Loài này được (Guillaumin) Garay mô tả khoa học đầu tiên năm 1972.